# Campeonato Ecuatoriano de Fútbol Femenino 2015
El Campeonato Ecuatoriano de Fútbol Femenino 2015 fue la 3.ª edición de la Serie A Femenina del fútbol ecuatoriano. El torneo fue organizado por la Comisión Nacional de Fútbol Aficionado, anexa a la Federación Ecuatoriana de Fútbol.
Unión Española se proclamó campeón por primera vez en su historia tras vencer a Espuce en la final con un global de 6-2.

## Sistema de competición
El campeonato estuvo conformado por cuatro etapas:
En la primera etapa, los 12 equipos participantes se dividieron en 3 grupos de 4 equipos cada uno, jugando bajo el sistema de todos contra todos en partidos de ida y vuelta. El mejor ubicado de cada grupo y el mejor segundo clasificaron a las semifinales para luchar por un cupo a la Copa Libertadores Femenina 2015. Los 2 clubes ganadores de la fase semifinal disputaron la clasificación a la Copa Libertadores Femenina 2015.
En la segunda etapa, los 12 equipos participantes se dividieron en 2 grupos de 6 equipos cada uno, jugando bajo el sistema de todos contra todos en partidos de ida y vuelta. Los 2 mejores ubicados de cada grupo clasificaron a la tercera etapa, mientras que el peor ubicado de los 2 grupos descendió a la Serie B.
En la tercera etapa, los 4 equipos clasificados de la etapa anterior se enfrentaron bajo el sistema de todos contra todos en partidos de ida y vuelta. Los 2 mejores ubicados en la tabla clasificaron a la final del campeonato.
En la cuarta etapa, los 2 equipos clasificados de la etapa anterior disputaron la final del campeonato en partidos de ida y vuelta, decidiendo de esta manera al campeón del torneo, siendo a su vez, el clasificado a la Copa Libertadores Femenina 2016.

## Equipos participantes

### Relevo anual de clubes
| Pos  | Descendidos a la Serie B                   |
| ---- | ------------------------------------------ |
| 11.° | Las Palmas (Penúltimo en la Tabla general) |
| 12.° | Cruz del Sur (Último en la Tabla general)  |

| Pos | Ascendidos a la Serie A                     |
| --- | ------------------------------------------- |
| 1.° | Galápagos (Campeón de la Serie B)           |
| 2.° | Talleres Emanuel (Subcampeón de la Serie B) |

### Información de los equipos
| Equipo                    | Ciudad       | Provincia   |
| ------------------------- | ------------ | ----------- |
| Cumandá                   | Puyo         | Pastaza     |
| Espuce                    | Quito        | Pichincha   |
| Galápagos Sporting Club   | Puerto Ayora | Galapagos   |
| Grupo Siete               | Montecristi  | Manabí      |
| Liga de Quito Amateur     | Quito        | Pichincha   |
| Quito                     | Quito        | Pichincha   |
| Rocafuerte                | Guayaquil    | Guayas      |
| Siete de Febrero          | Babahoyo     | Los Ríos    |
| Talleres Emanuel          | Santa Elena  | Santa Elena |
| Unión                     | Babahoyo     | Los Ríos    |
| Unión Española            | Guayaquil    | Guayas      |
| Universidad San Francisco | Quito        | Pichincha   |

### Equipos por ubicación geográfica
| Provincia   | N.º | Equipos                                                              |
| ----------- | --- | -------------------------------------------------------------------- |
| Pichincha   | 4   | - Espuce - Liga de Quito Amateur - Quito - Universidad San Francisco |
| Guayas      | 2   | - Rocafuerte - Unión Española                                        |
| Los Ríos    | 2   | - Siete de Febrero - Unión                                           |
| Galápagos   | 1   | - Galápagos                                                          |
| Manabí      | 1   | - Grupo Siete                                                        |
| Pastaza     | 1   | - Cumandá                                                            |
| Santa Elena | 1   | - Talleres Emanuel                                                   |

| Espuce Liga de Quito Amateur Quito Universidad San Francisco Galápagos Rocafuerte Unión Española Siete de Febrero Unión Grupo Siete Cumandá Talleres Emanuel |

## Primera etapa

### Grupo A

#### Clasificación
|  |    | Equipo      | PJ | PG | PE | PP | GF | GC | DG  | PTS |
|  | -- | ----------- | -- | -- | -- | -- | -- | -- | --- | --- |
|  | 1. | Espuce      | 6  | 5  | 1  | 0  | 26 | 5  | +21 | 16  |
|  | 2. | Rocafuerte  | 6  | 3  | 1  | 2  | 10 | 6  | +4  | 10  |
|  | 3. | Cumandá     | 6  | 3  | 0  | 3  | 10 | 12 | -2  | 9   |
|  | 4. | Grupo Siete | 6  | 0  | 0  | 6  | 2  | 25 | -23 | 0   |

|  | Clasificó a la Liguilla Pre-Libertadores. |

##### Evolución de la clasificación
| Equipo / Fecha | 01 | 02 | 03 | 04 | 05 | 06 |
| -------------- | -- | -- | -- | -- | -- | -- |
| Espuce         | 3  | 1  | 1  | 1  | 1  | 1  |
| Rocafuerte     | 2  | 2  | 2  | 2  | 2  | 2  |
| Cumandá        | 1  | 3  | 3  | 3  | 3  | 3  |
| Grupo Siete    | 4  | 4  | 4  | 4  | 4  | 4  |

#### Resultados
| Fecha 1 | Fecha 1    | Fecha 1   | Fecha 1     | Fecha 1 | Fecha 1             | Fecha 1     | Fecha 1 |
|         | Local      | Resultado | Visitante   |         | Estadio             | Fecha       | Hora    |
| ------- | ---------- | --------- | ----------- | ------- | ------------------- | ----------- | ------- |
|         | Rocafuerte | 1 - 1     | Espuce      |         | Holcim Arena        | 18 de abril | 15:00   |
|         | Cumandá    | 4 - 1     | Grupo Siete |         | Víctor Hugo Georgis | 18 de abril | 15:00   |

| Fecha 2 | Fecha 2    | Fecha 2   | Fecha 2     | Fecha 2 | Fecha 2      | Fecha 2     | Fecha 2 |
|         | Local      | Resultado | Visitante   |         | Estadio      | Fecha       | Hora    |
| ------- | ---------- | --------- | ----------- | ------- | ------------ | ----------- | ------- |
|         | Rocafuerte | 1 - 0     | Cumandá     |         | Holcim Arena | 25 de abril | 15:00   |
|         | Espuce     | 8 - 0     | Grupo Siete |         | El Chan      | 26 de abril | 15:00   |

| Fecha 3 | Fecha 3     | Fecha 3   | Fecha 3    | Fecha 3 | Fecha 3                   | Fecha 3   | Fecha 3 |
|         | Local       | Resultado | Visitante  |         | Estadio                   | Fecha     | Hora    |
| ------- | ----------- | --------- | ---------- | ------- | ------------------------- | --------- | ------- |
|         | Cumandá     | 0 - 4     | Espuce     |         | Víctor Hugo Georgis       | 2 de mayo | 15:00   |
|         | Grupo Siete | 0 - 4     | Rocafuerte |         | Metropolitano Eloy Alfaro | 2 de mayo | 16:00   |

| Fecha 4 | Fecha 4    | Fecha 4   | Fecha 4     | Fecha 4 | Fecha 4      | Fecha 4    | Fecha 4 |
|         | Local      | Resultado | Visitante   |         | Estadio      | Fecha      | Hora    |
| ------- | ---------- | --------- | ----------- | ------- | ------------ | ---------- | ------- |
|         | Rocafuerte | 3 - 0     | Grupo Siete |         | Holcim Arena | 9 de mayo  | 15:30   |
|         | Espuce     | 6 - 2     | Cumandá     |         | Conocoto     | 13 de mayo | 19:30   |

| Fecha 5 | Fecha 5     | Fecha 5   | Fecha 5    | Fecha 5 | Fecha 5                   | Fecha 5    | Fecha 5 |
|         | Local       | Resultado | Visitante  |         | Estadio                   | Fecha      | Hora    |
| ------- | ----------- | --------- | ---------- | ------- | ------------------------- | ---------- | ------- |
|         | Cumandá     | 1 - 0     | Rocafuerte |         | Fedelibap                 | 16 de mayo | 14:00   |
|         | Grupo Siete | 1 - 3     | Espuce     |         | Metropolitano Eloy Alfaro | 16 de mayo | 14:00   |

| Fecha 6 | Fecha 6     | Fecha 6   | Fecha 6    | Fecha 6 | Fecha 6                   | Fecha 6    | Fecha 6 |
|         | Local       | Resultado | Visitante  |         | Estadio                   | Fecha      | Hora    |
| ------- | ----------- | --------- | ---------- | ------- | ------------------------- | ---------- | ------- |
|         | Grupo Siete | 0 - 3     | Cumandá    |         | Metropolitano Eloy Alfaro | 23 de mayo | 12:00   |
|         | Espuce      | 4 - 1     | Rocafuerte |         | General Rumiñahui         | 23 de mayo | 14:00   |

### Grupo B

#### Clasificación
|  |    | Equipo                | PJ | PG | PE | PP | GF | GC | DG  | PTS |
|  | -- | --------------------- | -- | -- | -- | -- | -- | -- | --- | --- |
|  | 1. | Siete de Febrero      | 6  | 4  | 1  | 1  | 18 | 7  | +11 | 13  |
|  | 2. | Liga de Quito Amateur | 6  | 4  | 0  | 2  | 12 | 11 | +1  | 12  |
|  | 3. | Unión Española        | 6  | 1  | 2  | 3  | 5  | 8  | -3  | 5   |
|  | 4. | Galápagos             | 6  | 1  | 1  | 4  | 8  | 17 | -9  | 4   |

|  | Clasificó a la Liguilla Pre-Libertadores.                    |
|  | Clasificó a la Liguilla Pre-Libertadores como mejor segundo. |

##### Evolución de la clasificación
| Equipo / Fecha        | 01 | 02 | 03 | 04 | 05 | 06 |
| --------------------- | -- | -- | -- | -- | -- | -- |
| Siete de Febrero      | 1  | 1  | 1  | 1  | 1  | 1  |
| Liga de Quito Amateur | 4  | 2  | 3  | 2  | 2  | 2  |
| Unión Española        | 3  | 4  | 2  | 3  | 3  | 3  |
| Galápagos             | 2  | 3  | 4  | 4  | 4  | 4  |

#### Resultados
| Fecha 1 | Fecha 1          | Fecha 1   | Fecha 1               | Fecha 1 | Fecha 1           | Fecha 1     | Fecha 1 |
|         | Local            | Resultado | Visitante             |         | Estadio           | Fecha       | Hora    |
| ------- | ---------------- | --------- | --------------------- | ------- | ----------------- | ----------- | ------- |
|         | Unión Española   | 0 - 0     | Galápagos             |         | Ramón Unamuno     | 18 de abril | 18:30   |
|         | Siete de Febrero | 4 - 0     | Liga de Quito Amateur |         | Rafael Vera Yépez | 30 de abril | 15:30   |

| Fecha 2 | Fecha 2               | Fecha 2   | Fecha 2        | Fecha 2 | Fecha 2               | Fecha 2     | Fecha 2 |
|         | Local                 | Resultado | Visitante      |         | Estadio               | Fecha       | Hora    |
| ------- | --------------------- | --------- | -------------- | ------- | --------------------- | ----------- | ------- |
|         | Siete de Febrero      | 1 - 0     | Unión Española |         | Puebloviejo           | 25 de abril | 15:30   |
|         | Liga de Quito Amateur | 3 - 2     | Galápagos      |         | César Aníbal Espinoza | 26 de abril | 11:00   |

| Fecha 3 | Fecha 3        | Fecha 3   | Fecha 3               | Fecha 3 | Fecha 3       | Fecha 3   | Fecha 3 |
|         | Local          | Resultado | Visitante             |         | Estadio       | Fecha     | Hora    |
| ------- | -------------- | --------- | --------------------- | ------- | ------------- | --------- | ------- |
|         | Unión Española | 3 - 2     | Liga de Quito Amateur |         | Ramón Unamuno | 2 de mayo | 14:00   |
|         | Galápagos      | 2 - 6     | Siete de Febrero      |         | Etho Vega     | 3 de mayo | 14:00   |

| Fecha 4 | Fecha 4               | Fecha 4   | Fecha 4        | Fecha 4 | Fecha 4               | Fecha 4   | Fecha 4 |
|         | Local                 | Resultado | Visitante      |         | Estadio               | Fecha     | Hora    |
| ------- | --------------------- | --------- | -------------- | ------- | --------------------- | --------- | ------- |
|         | Liga de Quito Amateur | 3 - 1     | Unión Española |         | César Aníbal Espinoza | 9 de mayo | 10:00   |
|         | Siete de Febrero      | 6 - 2     | Galápagos      |         | Puebloviejo           | 9 de mayo | 14:00   |

| Fecha 5 | Fecha 5        | Fecha 5   | Fecha 5               | Fecha 5 | Fecha 5       | Fecha 5    | Fecha 5 |
|         | Local          | Resultado | Visitante             |         | Estadio       | Fecha      | Hora    |
| ------- | -------------- | --------- | --------------------- | ------- | ------------- | ---------- | ------- |
|         | Unión Española | 1 - 1     | Siete de Febrero      |         | Ramón Unamuno | 16 de mayo | 14:00   |
|         | Galápagos      | 1 - 2     | Liga de Quito Amateur |         | Etho Vega     | 16 de mayo | 14:00   |

| Fecha 6 | Fecha 6               | Fecha 6   | Fecha 6          | Fecha 6 | Fecha 6               | Fecha 6    | Fecha 6 |
|         | Local                 | Resultado | Visitante        |         | Estadio               | Fecha      | Hora    |
| ------- | --------------------- | --------- | ---------------- | ------- | --------------------- | ---------- | ------- |
|         | Liga de Quito Amateur | 2 - 0     | Siete de Febrero |         | César Aníbal Espinoza | 23 de mayo | 14:00   |
|         | Galápagos             | 1 - 0     | Unión Española   |         | Isauro Cevallos Muñoz | 23 de mayo | 14:00   |

### Grupo C

#### Clasificación
|  |    | Equipo                    | PJ | PG | PE | PP | GF | GC | DG  | PTS |
|  | -- | ------------------------- | -- | -- | -- | -- | -- | -- | --- | --- |
|  | 1. | Universidad San Francisco | 6  | 5  | 1  | 0  | 25 | 4  | +21 | 16  |
|  | 2. | Talleres Emanuel          | 6  | 3  | 1  | 2  | 14 | 16 | -2  | 10  |
|  | 3. | Quito                     | 6  | 3  | 0  | 3  | 17 | 15 | +2  | 9   |
|  | 4. | Unión                     | 6  | 0  | 0  | 6  | 7  | 28 | -21 | 0   |

|  | Clasificó a la Liguilla Pre-Libertadores. |

##### Evolución de la clasificación
| Equipo / Fecha            | 01 | 02 | 03 | 04 | 05 | 06 |
| ------------------------- | -- | -- | -- | -- | -- | -- |
| Universidad San Francisco | 3  | 1  | 1  | 1  | 1  | 1  |
| Talleres Emanuel          | 1  | 2  | 2  | 2  | 3  | 2  |
| Quito                     | 2  | 3  | 3  | 3  | 2  | 3  |
| Unión                     | 4  | 4  | 4  | 4  | 4  | 4  |

#### Resultados
| Fecha 1 | Fecha 1 | Fecha 1   | Fecha 1                   | Fecha 1 | Fecha 1               | Fecha 1     | Fecha 1 |
|         | Local   | Resultado | Visitante                 |         | Estadio               | Fecha       | Hora    |
| ------- | ------- | --------- | ------------------------- | ------- | --------------------- | ----------- | ------- |
|         | Unión   | 1 - 2     | Talleres Emanuel          |         | Mario Márquez Ramírez | 19 de abril | 13:00   |
|         | Quito   | 0 - 3     | Universidad San Francisco |         | Casa de la Selección  | 19 de abril | 14:30   |

| Fecha 2 | Fecha 2                   | Fecha 2   | Fecha 2          | Fecha 2 | Fecha 2           | Fecha 2     | Fecha 2 |
|         | Local                     | Resultado | Visitante        |         | Estadio           | Fecha       | Hora    |
| ------- | ------------------------- | --------- | ---------------- | ------- | ----------------- | ----------- | ------- |
|         | Quito                     | 3 - 1     | Unión            |         | Playa Chica       | 25 de abril | 11:00   |
|         | Universidad San Francisco | 2 - 2     | Talleres Emanuel |         | Francisco Reinoso | 25 de abril | 19:00   |

| Fecha 3 | Fecha 3          | Fecha 3   | Fecha 3                   | Fecha 3 | Fecha 3               | Fecha 3   | Fecha 3 |
|         | Local            | Resultado | Visitante                 |         | Estadio               | Fecha     | Hora    |
| ------- | ---------------- | --------- | ------------------------- | ------- | --------------------- | --------- | ------- |
|         | Talleres Emanuel | 3 - 1     | Quito                     |         | El Tablazo            | 2 de mayo | 15:00   |
|         | Unión            | 0 - 7     | Universidad San Francisco |         | Mario Márquez Ramírez | 3 de mayo | 15:00   |

| Fecha 4 | Fecha 4                   | Fecha 4   | Fecha 4          | Fecha 4 | Fecha 4              | Fecha 4   | Fecha 4 |
|         | Local                     | Resultado | Visitante        |         | Estadio              | Fecha     | Hora    |
| ------- | ------------------------- | --------- | ---------------- | ------- | -------------------- | --------- | ------- |
|         | Quito                     | 6 - 1     | Talleres Emanuel |         | Casa de la Selección | 9 de mayo | 11:00   |
|         | Universidad San Francisco | 5 - 0     | Unión            |         | Francisco Reinoso    | 9 de mayo | 19:30   |

| Fecha 5 | Fecha 5          | Fecha 5   | Fecha 5                   | Fecha 5 | Fecha 5           | Fecha 5    | Fecha 5 |
|         | Local            | Resultado | Visitante                 |         | Estadio           | Fecha      | Hora    |
| ------- | ---------------- | --------- | ------------------------- | ------- | ----------------- | ---------- | ------- |
|         | Unión            | 3 - 6     | Quito                     |         | Rafael Vera Yépez | 16 de mayo | 14:00   |
|         | Talleres Emanuel | 1 - 4     | Universidad San Francisco |         | El Tablazo        | 16 de mayo | 14:00   |

| Fecha 6 | Fecha 6                   | Fecha 6   | Fecha 6   | Fecha 6 | Fecha 6           | Fecha 6    | Fecha 6 |
|         | Local                     | Resultado | Visitante |         | Estadio           | Fecha      | Hora    |
| ------- | ------------------------- | --------- | --------- | ------- | ----------------- | ---------- | ------- |
|         | Universidad San Francisco | 4 - 1     | Quito     |         | Francisco Reinoso | 23 de mayo | 14:00   |
|         | Talleres Emanuel          | 5 - 2     | Unión     |         | El Tablazo        | 23 de mayo | 14:00   |

### Liguilla Pre-Libertadores
|  | Semifinales | Semifinales               | Semifinales |                           |   | Final      | Final      | Final      |  |
|  | 6 de junio  | 6 de junio                | 6 de junio  |                           |   | 7 de junio | 7 de junio | 7 de junio |  |
|  |             |                           |             |                           |   |            |            |            |  |
|  |             |                           |             |                           |   |            |            |            |  |
|  | 1           | Espuce                    | 2           |                           |   |            |            |            |  |
|  | 1           | Espuce                    | 2           |                           |   |            |            |            |  |
|  | 4           | Liga de Quito Amateur     | 1           |                           |   |            |            |            |  |
|  | 4           | Liga de Quito Amateur     | 1           |                           | 1 | Espuce     | 2          |            |  |
|  |             |                           |             |                           | 1 | Espuce     | 2          |            |  |
|  |             |                           | 2           | Universidad San Francisco | 1 |            |            |            |  |
|  | 2           | Universidad San Francisco | 2           | Universidad San Francisco | 1 | 2          |            |            |  |
|  | 2           | Universidad San Francisco |             |                           |   | 2          |            |            |  |
|  | 3           | Siete de Febrero          | 1           |                           |   |            |            |            |  |
|  | 3           | Siete de Febrero          | 1           |                           |   |            |            |            |  |
|  |             |                           |             |                           |   |            |            |            |  |

#### Semifinales
| 6 de junio de 2015, 12:00 | Universidad San Francisco | 2:1 (1:1) | Siete de Febrero | Estadio Rumiñahui, Sangolquí |                            |
|                           | Ganán 38' · Macías 56'    | Reporte   | Santillán 7'     | Árbitro(s): Mayra Cevallos   | Árbitro(s): Mayra Cevallos |

| 6 de junio de 2015, 14:00 | Espuce                 | 2:1 (1:1) | Liga de Quito Amateur | Estadio Rumiñahui, Sangolquí |                          |
|                           | Sánchez 28' · Mora 56' | Reporte   | Gutiérrez 43'         | Árbitro(s): Iseth Cedeño     | Árbitro(s): Iseth Cedeño |

#### Final
| 7 de junio de 2015, 11:00 | Espuce                        | 2:1 (2:0) | Universidad San Francisco | Estadio Rumiñahui, Sangolquí |                            |
|                           | Mora 4' (pen.) · Carrillo 26' | Reporte   | Vásconez 75'              | Árbitro(s): Mayra Cevallos   | Árbitro(s): Mayra Cevallos |

- Espuce clasificó a la Copa Libertadores Femenina 2015 tras vencer 2-1 a la Universidad San Francisco.

## Segunda etapa

### Grupo A

#### Clasificación
|  |    | Equipo                | PJ | PG | PE | PP | GF | GC | DG  | PTS |
|  | -- | --------------------- | -- | -- | -- | -- | -- | -- | --- | --- |
|  | 1. | Rocafuerte            | 10 | 6  | 3  | 1  | 19 | 7  | +12 | 21  |
|  | 2. | Quito                 | 10 | 5  | 3  | 2  | 27 | 14 | +13 | 18  |
|  | 3. | Liga de Quito Amateur | 10 | 5  | 2  | 3  | 20 | 14 | +6  | 17  |
|  | 4. | Galápagos             | 10 | 5  | 0  | 5  | 28 | 25 | +3  | 15  |
|  | 5. | Cumandá               | 10 | 3  | 2  | 5  | 13 | 15 | -2  | 11  |
|  | 6. | Unión                 | 10 | 0  | 2  | 8  | 10 | 42 | -32 | 2   |

|  | Clasificaron a la tercera etapa. |
|  | Descendió a la Serie B 2016.     |

##### Evolución de la clasificación
| Equipo / Fecha        | 01 | 02 | 03 | 04 | 05 | 06 | 07 | 08 | 09 | 10 |
| --------------------- | -- | -- | -- | -- | -- | -- | -- | -- | -- | -- |
| Rocafuerte            | 2  | 1  | 1  | 2  | 2  | 1  | 1  | 1  | 1  | 1  |
| Quito                 | 4  | 2  | 2  | 1  | 1  | 2  | 2  | 2  | 2  | 2  |
| Liga de Quito Amateur | 1  | 4  | 3  | 3  | 3  | 3  | 3  | 3  | 4  | 3  |
| Galápagos             | 6  | 3  | 4  | 4  | 4  | 4  | 4  | 4  | 3  | 4  |
| Cumandá               | 5  | 6  | 6  | 6  | 5  | 5  | 5  | 5  | 5  | 5  |
| Unión                 | 3  | 5  | 5  | 5  | 6  | 6  | 6  | 6  | 6  | 6  |

#### Resultados
| Fecha 1 | Fecha 1               | Fecha 1   | Fecha 1    | Fecha 1 | Fecha 1               | Fecha 1     | Fecha 1 |
|         | Local                 | Resultado | Visitante  |         | Estadio               | Fecha       | Hora    |
| ------- | --------------------- | --------- | ---------- | ------- | --------------------- | ----------- | ------- |
|         | Liga de Quito Amateur | 3 - 1     | Cumandá    |         | César Aníbal Espinoza | 1 de agosto | 14:00   |
|         | Unión                 | 1 - 1     | Quito      |         | Mario Márquez Ramírez | 2 de agosto | 12:00   |
|         | Galápagos             | 1 - 3     | Rocafuerte |         | Obando y Pacheco      | 2 de agosto | 14:00   |

| Fecha 2 | Fecha 2    | Fecha 2   | Fecha 2               | Fecha 2 | Fecha 2              | Fecha 2     | Fecha 2 |
|         | Local      | Resultado | Visitante             |         | Estadio              | Fecha       | Hora    |
| ------- | ---------- | --------- | --------------------- | ------- | -------------------- | ----------- | ------- |
|         | Rocafuerte | 2 - 0     | Cumandá               |         | Holcim Arena         | 8 de agosto | 15:00   |
|         | Quito      | 3 - 1     | Liga de Quito Amateur |         | Casa de la Selección | 9 de agosto | 15:00   |
|         | Galápagos  | 7 - 2     | Unión                 |         | Obando y Pacheco     | 9 de agosto | 16:00   |

| Fecha 3 | Fecha 3               | Fecha 3   | Fecha 3    | Fecha 3 | Fecha 3               | Fecha 3      | Fecha 3 |
|         | Local                 | Resultado | Visitante  |         | Estadio               | Fecha        | Hora    |
| ------- | --------------------- | --------- | ---------- | ------- | --------------------- | ------------ | ------- |
|         | Liga de Quito Amateur | 6 - 4     | Galápagos  |         | César Aníbal Espinoza | 22 de agosto | 12:00   |
|         | Quito                 | 4 - 1     | Cumandá    |         | Casa de la Selección  | 22 de agosto | 15:00   |
|         | Unión                 | 0 - 3     | Rocafuerte |         | Mario Márquez Ramírez | 23 de agosto | 12:00   |

| Fecha 4 | Fecha 4    | Fecha 4   | Fecha 4               | Fecha 4 | Fecha 4               | Fecha 4      | Fecha 4 |
|         | Local      | Resultado | Visitante             |         | Estadio               | Fecha        | Hora    |
| ------- | ---------- | --------- | --------------------- | ------- | --------------------- | ------------ | ------- |
|         | Rocafuerte | 1 - 2     | Quito                 |         | Holcim Arena          | 30 de agosto | 10:30   |
|         | Unión      | 0 - 1     | Liga de Quito Amateur |         | Mario Márquez Ramírez | 30 de agosto | 12:00   |
|         | Galápagos  | 2 - 1     | Cumandá               |         | Obando y Pacheco      | 30 de agosto | 16:00   |

| Fecha 5 | Fecha 5               | Fecha 5   | Fecha 5    | Fecha 5 | Fecha 5               | Fecha 5         | Fecha 5 |
|         | Local                 | Resultado | Visitante  |         | Estadio               | Fecha           | Hora    |
| ------- | --------------------- | --------- | ---------- | ------- | --------------------- | --------------- | ------- |
|         | Liga de Quito Amateur | 0 - 0     | Rocafuerte |         | César Aníbal Espinoza | 5 de septiembre | 13:00   |
|         | Quito                 | 4 - 1     | Galápagos  |         | César Aníbal Espinoza | 5 de septiembre | 15:00   |
|         | Cumandá               | 1 - 0     | Unión      |         | Tito Navarrete        | 5 de septiembre | 15:00   |

| Fecha 6 | Fecha 6    | Fecha 6   | Fecha 6               | Fecha 6 | Fecha 6               | Fecha 6          | Fecha 6 |
|         | Local      | Resultado | Visitante             |         | Estadio               | Fecha            | Hora    |
| ------- | ---------- | --------- | --------------------- | ------- | --------------------- | ---------------- | ------- |
|         | Rocafuerte | 4 - 1     | Liga de Quito Amateur |         | Holcim Arena          | 12 de septiembre | 10:30   |
|         | Galápagos  | 2 - 1     | Quito                 |         | Obando y Pacheco      | 12 de septiembre | 15:00   |
|         | Unión      | 0 - 0     | Cumandá               |         | Mario Márquez Ramírez | 13 de septiembre | 12:00   |

| Fecha 7 | Fecha 7               | Fecha 7   | Fecha 7    | Fecha 7 | Fecha 7              | Fecha 7          | Fecha 7 |
|         | Local                 | Resultado | Visitante  |         | Estadio              | Fecha            | Hora    |
| ------- | --------------------- | --------- | ---------- | ------- | -------------------- | ---------------- | ------- |
|         | Cumandá               | 4 - 0     | Galápagos  |         | Tito Navarrete       | 19 de septiembre | 15:00   |
|         | Quito                 | 0 - 0     | Rocafuerte |         | Casa de la Selección | 19 de septiembre | 15:00   |
|         | Liga de Quito Amateur | 6 - 0     | Unión      |         | Casa de la Selección | 20 de septiembre | 15:00   |

| Fecha 8 | Fecha 8    | Fecha 8   | Fecha 8               | Fecha 8 | Fecha 8          | Fecha 8          | Fecha 8 |
|         | Local      | Resultado | Visitante             |         | Estadio          | Fecha            | Hora    |
| ------- | ---------- | --------- | --------------------- | ------- | ---------------- | ---------------- | ------- |
|         | Cumandá    | 4 - 2     | Quito                 |         | Tito Navarrete   | 26 de septiembre | 15:00   |
|         | Rocafuerte | 4 - 2     | Unión                 |         | Holcim Arena     | 26 de septiembre | 15:30   |
|         | Galápagos  | 1 - 0     | Liga de Quito Amateur |         | Obando y Pacheco | 26 de septiembre | 16:00   |

| Fecha 9 | Fecha 9               | Fecha 9   | Fecha 9    | Fecha 9 | Fecha 9               | Fecha 9      | Fecha 9 |
|         | Local                 | Resultado | Visitante  |         | Estadio               | Fecha        | Hora    |
| ------- | --------------------- | --------- | ---------- | ------- | --------------------- | ------------ | ------- |
|         | Liga de Quito Amateur | 1 - 1     | Quito      |         | César Aníbal Espinoza | 3 de octubre | 11:00   |
|         | Cumandá               | 1 - 1     | Rocafuerte |         | Tito Navarrete        | 3 de octubre | 15:00   |
|         | Unión                 | 3 - 10    | Galápagos  |         | Mario Márquez Ramírez | 4 de octubre | 12:00   |

| Fecha 10 | Fecha 10   | Fecha 10  | Fecha 10              | Fecha 10 | Fecha 10             | Fecha 10      | Fecha 10 |
|          | Local      | Resultado | Visitante             |          | Estadio              | Fecha         | Hora     |
| -------- | ---------- | --------- | --------------------- | -------- | -------------------- | ------------- | -------- |
|          | Quito      | 9 - 2     | Unión                 |          | Casa de la Selección | 10 de octubre | 15:00    |
|          | Rocafuerte | 1 - 0     | Galápagos             |          | Holcim Arena         | 10 de octubre | 15:00    |
|          | Cumandá    | 0 - 1     | Liga de Quito Amateur |          | Tito Navarrete       | 10 de octubre | 15:00    |

### Grupo B

#### Clasificación
|  |    | Equipo                    | PJ | PG | PE | PP | GF | GC | DG  | PTS |
|  | -- | ------------------------- | -- | -- | -- | -- | -- | -- | --- | --- |
|  | 1. | Unión Española            | 10 | 8  | 1  | 1  | 44 | 9  | +35 | 25  |
|  | 2. | Espuce                    | 10 | 7  | 1  | 2  | 35 | 14 | +21 | 22  |
|  | 3. | Siete de Febrero          | 10 | 4  | 3  | 3  | 11 | 18 | -7  | 15  |
|  | 4. | Universidad San Francisco | 10 | 3  | 3  | 4  | 12 | 14 | -2  | 12  |
|  | 5. | Talleres Emanuel          | 10 | 3  | 0  | 7  | 18 | 31 | -13 | 9   |
|  | 6. | Grupo Siete               | 10 | 1  | 0  | 9  | 7  | 41 | -34 | 3   |

|  | Clasificaron a la tercera etapa. |

##### Evolución de la clasificación
| Equipo / Fecha            | 01 | 02 | 03 | 04 | 05 | 06 | 07 | 08 | 09 | 10 |
| ------------------------- | -- | -- | -- | -- | -- | -- | -- | -- | -- | -- |
| Unión Española            | 6  | 2  | 2  | 2  | 2  | 2  | 2  | 1  | 1  | 1  |
| Espuce                    | 1  | 1  | 1  | 1  | 1  | 1  | 1  | 2  | 2  | 2  |
| Siete de Febrero          | 3  | 4  | 3  | 3  | 3  | 3  | 3  | 3  | 3  | 3  |
| Universidad San Francisco | 2  | 3  | 4  | 4  | 5  | 4  | 4  | 5  | 4  | 4  |
| Talleres Emanuel          | 5  | 6  | 5  | 5  | 4  | 5  | 5  | 4  | 5  | 5  |
| Grupo Siete               | 4  | 5  | 6  | 6  | 6  | 6  | 6  | 6  | 6  | 6  |

#### Resultados
| Fecha 1 | Fecha 1          | Fecha 1   | Fecha 1                   | Fecha 1 | Fecha 1                   | Fecha 1     | Fecha 1 |
|         | Local            | Resultado | Visitante                 |         | Estadio                   | Fecha       | Hora    |
| ------- | ---------------- | --------- | ------------------------- | ------- | ------------------------- | ----------- | ------- |
|         | Grupo Siete      | 2 - 3     | Universidad San Francisco |         | Metropolitano Eloy Alfaro | 1 de agosto | 14:00   |
|         | Talleres Emanuel | 1 - 2     | Siete de Febrero          |         | El Tablazo                | 2 de agosto | 10:00   |
|         | Espuce           | 5 - 1     | Unión Española            |         | General Rumiñahui         | 2 de agosto | 13:00   |

| Fecha 2 | Fecha 2                   | Fecha 2   | Fecha 2          | Fecha 2 | Fecha 2                   | Fecha 2      | Fecha 2 |
|         | Local                     | Resultado | Visitante        |         | Estadio                   | Fecha        | Hora    |
| ------- | ------------------------- | --------- | ---------------- | ------- | ------------------------- | ------------ | ------- |
|         | Unión Española            | 7 - 0     | Talleres Emanuel |         | Modelo Alberto Spencer    | 8 de agosto  | 10:00   |
|         | Grupo Siete               | 0 - 4     | Espuce           |         | Metropolitano Eloy Alfaro | 8 de agosto  | 12:00   |
|         | Universidad San Francisco | 0 - 0     | Siete de Febrero |         | Santa Inés                | 7 de octubre | 11:00   |

| Fecha 3 | Fecha 3          | Fecha 3   | Fecha 3                   | Fecha 3 | Fecha 3           | Fecha 3      | Fecha 3 |
|         | Local            | Resultado | Visitante                 |         | Estadio           | Fecha        | Hora    |
| ------- | ---------------- | --------- | ------------------------- | ------- | ----------------- | ------------ | ------- |
|         | Espuce           | 3 - 0     | Universidad San Francisco |         | General Rumiñahui | 22 de agosto | 15:00   |
|         | Siete de Febrero | 1 - 1     | Unión Española            |         | Rafael Vera Yépez | 22 de agosto | 15:00   |
|         | Talleres Emanuel | 5 - 1     | Grupo Siete               |         | El Tablazo        | 22 de agosto | 17:00   |

| Fecha 4 | Fecha 4                   | Fecha 4   | Fecha 4          | Fecha 4 | Fecha 4                   | Fecha 4      | Fecha 4 |
|         | Local                     | Resultado | Visitante        |         | Estadio                   | Fecha        | Hora    |
| ------- | ------------------------- | --------- | ---------------- | ------- | ------------------------- | ------------ | ------- |
|         | Espuce                    | 4 - 1     | Talleres Emanuel |         | General Rumiñahui         | 29 de agosto | 10:00   |
|         | Grupo Siete               | 2 - 1     | Siete de Febrero |         | Metropolitano Eloy Alfaro | 29 de agosto | 13:00   |
|         | Universidad San Francisco | 1 - 2     | Unión Española   |         | Santa Inés                | 29 de agosto | 16:00   |

| Fecha 5 | Fecha 5          | Fecha 5   | Fecha 5                   | Fecha 5 | Fecha 5                | Fecha 5         | Fecha 5 |
|         | Local            | Resultado | Visitante                 |         | Estadio                | Fecha           | Hora    |
| ------- | ---------------- | --------- | ------------------------- | ------- | ---------------------- | --------------- | ------- |
|         | Siete de Febrero | 2 - 1     | Espuce                    |         | Rafael Vera Yépez      | 5 de septiembre | 16:00   |
|         | Talleres Emanuel | 1 - 0     | Universidad San Francisco |         | El Tablazo             | 5 de septiembre | 17:00   |
|         | Unión Española   | 5 - 1     | Grupo Siete               |         | Modelo Alberto Spencer | 6 de septiembre | 09:00   |

| Fecha 6 | Fecha 6                   | Fecha 6   | Fecha 6          | Fecha 6 | Fecha 6                   | Fecha 6          | Fecha 6 |
|         | Local                     | Resultado | Visitante        |         | Estadio                   | Fecha            | Hora    |
| ------- | ------------------------- | --------- | ---------------- | ------- | ------------------------- | ---------------- | ------- |
|         | Grupo Siete               | 0 - 5     | Unión Española   |         | Metropolitano Eloy Alfaro | 12 de septiembre | 13:00   |
|         | Universidad San Francisco | 3 - 1     | Talleres Emanuel |         | Santa Inés                | 12 de septiembre | 14:00   |
|         | Espuce                    | 7 - 1     | Siete de Febrero |         | General Rumiñahui         | 13 de septiembre | 14:00   |

| Fecha 7 | Fecha 7          | Fecha 7   | Fecha 7                   | Fecha 7 | Fecha 7                | Fecha 7          | Fecha 7 |
|         | Local            | Resultado | Visitante                 |         | Estadio                | Fecha            | Hora    |
| ------- | ---------------- | --------- | ------------------------- | ------- | ---------------------- | ---------------- | ------- |
|         | Unión Española   | 5 - 0     | Universidad San Francisco |         | Modelo Alberto Spencer | 19 de septiembre | 13:00   |
|         | Siete de Febrero | 2 - 0     | Grupo Siete               |         | Rafael Vera Yépez      | 19 de septiembre | 15:00   |
|         | Talleres Emanuel | 3 - 4     | Espuce                    |         | El Tablazo             | 19 de septiembre | 17:00   |

| Fecha 8 | Fecha 8                   | Fecha 8   | Fecha 8          | Fecha 8 | Fecha 8                | Fecha 8          | Fecha 8 |
|         | Local                     | Resultado | Visitante        |         | Estadio                | Fecha            | Hora    |
| ------- | ------------------------- | --------- | ---------------- | ------- | ---------------------- | ---------------- | ------- |
|         | Unión Española            | 5 - 0     | Siete de Febrero |         | Modelo Alberto Spencer | 26 de septiembre | 13:00   |
|         | Universidad San Francisco | 0 - 0     | Espuce           |         | Santa Inés             | 26 de septiembre | 14:00   |
|         | Grupo Siete               | 1 - 5     | Talleres Emanuel |         | Complejo Guiferza      | 26 de septiembre | 14:00   |

| Fecha 9 | Fecha 9          | Fecha 9   | Fecha 9                   | Fecha 9 | Fecha 9           | Fecha 9      | Fecha 9 |
|         | Local            | Resultado | Visitante                 |         | Estadio           | Fecha        | Hora    |
| ------- | ---------------- | --------- | ------------------------- | ------- | ----------------- | ------------ | ------- |
|         | Talleres Emanuel | 0 - 7     | Unión Española            |         | Palmar            | 3 de octubre | 12:00   |
|         | Siete de Febrero | 0 - 0     | Universidad San Francisco |         | Rafael Vera Yépez | 3 de octubre | 15:00   |
|         | Espuce           | 6 - 0     | Grupo Siete               |         | General Rumiñahui | 3 de octubre | 15:30   |

| Fecha 10 | Fecha 10                  | Fecha 10  | Fecha 10         | Fecha 10 | Fecha 10               | Fecha 10      | Fecha 10 |
|          | Local                     | Resultado | Visitante        |          | Estadio                | Fecha         | Hora     |
| -------- | ------------------------- | --------- | ---------------- | -------- | ---------------------- | ------------- | -------- |
|          | Unión Española            | 6 - 1     | Espuce           |          | Modelo Alberto Spencer | 10 de octubre | 13:00    |
|          | Universidad San Francisco | 5 - 0     | Grupo Siete      |          | Santa Inés             | 10 de octubre | 14:00    |
|          | Siete de Febrero          | 2 - 1     | Talleres Emanuel |          | Rafael Vera Yépez      | 10 de octubre | 15:00    |

## Tercera etapa

### Clasificación
|  |    | Equipo                | PJ | PG | PE | PP | GF | GC | DG  | PTS |
|  | -- | --------------------- | -- | -- | -- | -- | -- | -- | --- | --- |
|  | 1. | Espuce                | 6  | 5  | 1  | 0  | 13 | 3  | +10 | 16  |
|  | 2. | Unión Española        | 6  | 4  | 1  | 1  | 13 | 3  | +10 | 13  |
|  | 3. | Quito                 | 6  | 1  | 1  | 4  | 7  | 15 | -8  | 4   |
|  | 4. | Liga de Quito Amateur | 6  | 0  | 1  | 5  | 3  | 15 | -12 | 1   |

|  | Clasificaron a la final del campeonato. |

#### Evolución de la clasificación
| Equipo / Fecha        | 01 | 02 | 03 | 04 | 05 | 06 |
| --------------------- | -- | -- | -- | -- | -- | -- |
| Espuce                | 1  | 1  | 1  | 1  | 1  | 1  |
| Unión Española        | 4  | 2  | 2  | 2  | 2  | 2  |
| Quito                 | 3  | 4  | 4  | 4  | 4  | 3  |
| Liga de Quito Amateur | 2  | 3  | 3  | 3  | 3  | 4  |

### Resultados
| Fecha 1 | Fecha 1               | Fecha 1   | Fecha 1        | Fecha 1 | Fecha 1               | Fecha 1       | Fecha 1 |
|         | Local                 | Resultado | Visitante      |         | Estadio               | Fecha         | Hora    |
| ------- | --------------------- | --------- | -------------- | ------- | --------------------- | ------------- | ------- |
|         | Espuce                | 1 - 0     | Unión Española |         | General Rumiñahui     | 25 de octubre | 12:00   |
|         | Liga de Quito Amateur | 0 - 0     | Quito          |         | César Aníbal Espinoza | 30 de octubre | 15:30   |

| Fecha 2 | Fecha 2        | Fecha 2   | Fecha 2               | Fecha 2 | Fecha 2                | Fecha 2        | Fecha 2 |
|         | Local          | Resultado | Visitante             |         | Estadio                | Fecha          | Hora    |
| ------- | -------------- | --------- | --------------------- | ------- | ---------------------- | -------------- | ------- |
|         | Unión Española | 3 - 0     | Liga de Quito Amateur |         | Modelo Alberto Spencer | 7 de noviembre | 14:00   |
|         | Espuce         | 5 - 0     | Quito                 |         | General Rumiñahui      | 8 de noviembre | 15:00   |

| Fecha 3 | Fecha 3               | Fecha 3   | Fecha 3        | Fecha 3 | Fecha 3               | Fecha 3         | Fecha 3 |
|         | Local                 | Resultado | Visitante      |         | Estadio               | Fecha           | Hora    |
| ------- | --------------------- | --------- | -------------- | ------- | --------------------- | --------------- | ------- |
|         | Quito                 | 0 - 3     | Unión Española |         | Casa de la Selección  | 14 de noviembre | 11:00   |
|         | Liga de Quito Amateur | 1 - 3     | Espuce         |         | César Aníbal Espinoza | 14 de noviembre | 11:00   |

| Fecha 4 | Fecha 4        | Fecha 4   | Fecha 4               | Fecha 4 | Fecha 4                | Fecha 4         | Fecha 4 |
|         | Local          | Resultado | Visitante             |         | Estadio                | Fecha           | Hora    |
| ------- | -------------- | --------- | --------------------- | ------- | ---------------------- | --------------- | ------- |
|         | Unión Española | 4 - 2     | Quito                 |         | Modelo Alberto Spencer | 21 de noviembre | 13:00   |
|         | Espuce         | 2 - 1     | Liga de Quito Amateur |         | Casa de la Selección   | 21 de noviembre | 14:00   |

| Fecha 5 | Fecha 5               | Fecha 5   | Fecha 5        | Fecha 5 | Fecha 5              | Fecha 5         | Fecha 5 |
|         | Local                 | Resultado | Visitante      |         | Estadio              | Fecha           | Hora    |
| ------- | --------------------- | --------- | -------------- | ------- | -------------------- | --------------- | ------- |
|         | Quito                 | 1 - 2     | Espuce         |         | Casa de la Selección | 28 de noviembre | 13:00   |
|         | Liga de Quito Amateur | 0 - 3     | Unión Española |         | Casa de la Selección | 28 de noviembre | 15:00   |

| Fecha 6 | Fecha 6        | Fecha 6   | Fecha 6               | Fecha 6 | Fecha 6                | Fecha 6        | Fecha 6 |
|         | Local          | Resultado | Visitante             |         | Estadio                | Fecha          | Hora    |
| ------- | -------------- | --------- | --------------------- | ------- | ---------------------- | -------------- | ------- |
|         | Quito          | 4 - 1     | Liga de Quito Amateur |         | Casa de la Selección   | 5 de diciembre | 11:00   |
|         | Unión Española | 0 - 0     | Espuce                |         | Modelo Alberto Spencer | 5 de diciembre | 13:00   |

## Cuarta etapa
| 12 de diciembre de 2015, 12:00 | Unión Española                                    | 5:1 (2:0) | Espuce       | Estadio Christian Benítez, Guayaquil |  |
|                                | Rodríguez 40' · Vásquez 45+2' 61' · Riera 55' 85' | Reporte   | Carrillo 54' |                                      |  |

| 19 de diciembre de 2015, 15:00 | Espuce      | 1:1 (0:1) | Unión Española | Estadio Olímpico Atahualpa, Quito |  |
|                                | Sánchez 85' | Reporte   | Riera 12'      |                                   |  |

- Unión Española se coronó campeón y clasificó a la Copa Libertadores Femenina 2016 tras vencer 6-2 a Espuce en el marcador global.

### Campeón
|                                   |
| Unión Española Campeón 1.° Título |

## Estadísticas

### Máximas goleadoras
|     | Jugador            | Equipo           |    |
| --- | ------------------ | ---------------- | -- |
| 1.  | Erika Vásquez      | Unión Española   | 18 |
| 2.  | Madelin Riera      | Unión Española   | 15 |
| 3.  | Dennisse Alomía    | Quito            | 15 |
| 4.  | Rocío Mora         | Espuce           | 14 |
| 5.  | Daniela Sánchez    | Espuce           | 12 |
| 6.  | Giannina Lattanzio | Unión Española   | 12 |
| 7.  | Ana Carrillo       | Espuce           | 12 |
| 8.  | Ámbar Torres       | Talleres Emanuel | 11 |
| 9.  | Joshelyn Sánchez   | Espuce           | 11 |
| 10. | Gabriela Bravo     | Galápagos        | 11 |